# Рідне (Джанкойський район)
Рі́дне (до 1948 року — Бай-Онла́р, Еппа, крим. Bay Onlar) — село в Джанкойському районі Автономної Республіки Крим. Розташоване на сході району, входить до складу Стальненської сільської ради. Населення — 268 осіб за переписом 2001 року.

## Географія
Рідне — село на сході району, у степовому Криму в присивашші. Висота над рівнем моря — 11 м. Сусідні села: Новокостянтинівка (0,5 км на південний схід), Новопавлівка (2,5 км на південь) і Многоводне (2,7 км на північний захід). Відстань до райцентру — близько 19 кілометрів. Там же знаходиться найближча залізнична станція.

## Історія
Вперше село згадується у Камеральному Описі Криму… 1784 року, судячи з якого, в останній період Кримського ханства Бай Онлар входив до Таманського кадилику Карасубазарського каймакамства.
Після анексії Кримського ханства Російською імперією, у 1784 році село було приписане до Перекопського повіту Таврійської області. Після Павловських реформ, з 1792 по 1802 рік входило до Перекопського повіту Новоросійської губернії. За новим адміністративним поділом, після створення 8 (20) жовтня 1802 Таврійської губернії, Біюк-Онлар був включений до складу Таганашминської волості Перекопського повіту.
Згідно з Відомістю про усі селища, що в Перекопському повіті перебувають… від 21 жовтня 1805 року в селі Біюк-Онлар нараховувалося 39 дворів, 226 жителів — кримських татар. На військовій топографічній карті Кримського півострова, складеній у 1817 році генерал-майором Семеном Олександровичем Мухіним в селі Біюк Ойнар нараховується 15 дворів. На топографічній карті півострова Крим полковника Бєтєва і підполковника Оберга, виданій Військово-топографічним депо у 1842 році у Бай-Онларі налічується 38 дворів. У Списку населених місць Таврійської губернії за відомостями 1864 року, складеному за результатами VIII-ї ревізії 1864 року, Біюк-Онлар, який після земської реформи Олександра II був приписаний до Байгончецької волості — власницьке татарське село з мечеттю на 12 дворів і 38 мешканців. На триверстовій мапі Криму 1865–1876 селище Бай-Онларе позначене з вісімнадцятьма дворами.
Після Кримської війни, коли кримські татари масово почали емігрувати в Туреччину, опустіло і селище Біюк-Онлар і в джерелах другої половини XIX-початку XX століття не зустрічається..
Селище знову згадується у Статистичному довіднику Таврійської губернії за 1915 рік в Ак-Шейхській волості Перекопського повіту значиться економія Енна Бай-Онлар з населенням 45 осіб.
Згідно зі Списком населених пунктів Кримської АРСР до Всесоюзного перепису населення 17 грудня 1926 року село Бий-Онлар входило до складу Баринської (німецької) сільради Джанкойського району. Після утворення у 1935 році Колайського району (1944-го перейменований у Азовський) воно також було включене до його складу.
Невдовзі після початку німецько-радянської війни, 18 серпня 1941 року кримські німці були депортовані, спочатку в Ставропольський край, а потім у Сибір і північний Казахстан. 18 травня 1948 року указом Президії Верховної Ради РРФСР Бай Онлар (Бай-Онляр) був перейменований на село Рідне.
У грудні 1962 року указом Президії Верховної Ради УРСР Азовський район був скасований і Рідне увійшло до Джанкойського району.

## Населення
За переписом населення України 2001 року в селі мешкало 267 осіб.

### Мова
Розподіл населення за рідною мовою за даними перепису 2001 року:
| Мова              | Відсоток |
| ----------------- | -------- |
| кримськотатарська | 49,63 %  |
| російська         | 43,28 %  |
| українська        | 4,10 %   |
| білоруська        | 0,37 %   |
| інші              | 2,62 %   |